# Terschellinger Bank (schip, 1954)
De Terschellinger Bank is een roll-on-roll-off-ferry. Het schip voer aanvankelijk in Duitsland en vaart sinds 2001 voor Rederij Wadden Transport op de Waddenzee.
Het schip heeft een laaddek van 500 vierkante meter en een capaciteit van 40 personenauto's. Het schip heeft drie aangebouwde rijkleppen; de rijklep aan de achterzijde werd in 2005 vervangen door een nieuwe laad- en losbrug. De brug heeft een lengte van 8,5 m en is geschikt voor rijdende voertuigen en werkverkeer tot maximaal 16 ton per as.

## Geschiedenis
- 11 mei 1954 - als bouwnummer 1654 bij F. Schichau A.G. in Bremerhaven te water gelaten
- augustus 1954 - als Bremerhaven aan Weserfähre G.m.b.H. in Bremerhaven opgeleverd
- 1954 tot 1999 - veerboot tussen Bremerhaven en Nordenham
- 1999 tot 2001 - opgelegd in Bremerhaven
- augustus 2001 - voor ongeveer 150.000 euro gekocht door Rederij Wadden Transport, Terschelling 
 Het schip werd te Harlingen voor de dienst Harlingen - Vlieland - Terschelling verbouwd.
- 2002 - omgedoopt in Terschellinger Bank en ingezet voor vrachtvervoer.